# الربو الأرجي
الربو الأرجي (بالإنجليزية Allergic asthma) يدعى أيضا الربو الناجم عن التحسس يعرف مرض الربو بأنه ينتشر بشكل واسع ليس بين الأطفال فحسب بل بين الأشخاص الذين لهم قابلية الإصابة بهذا المرض. في حالة حدوث أزمة الربو تظهر الأعراض التالية: 
- صعوبة التنفس.

- يصبح لون البشرة أزرق اللون، يتصبب من المريض عرق بارد مصحوب بسعال جاف.
- يحدث التهاب أنفي بلعومي أو رغامي أو قصبي أوكل هذه الالتهابات مجتمعة. ويرجع سبب الربو الأرجي إلى حساسية الجسم لبعض العناصر،كالغبار و المواد الكيميائية ووبر بعض الحيوانات وبعض الأغذية و بعض الأدوية وحبوب اللقاح...

## تفاعل الحساسية
يحدُث تفاعل الحساسية عندما تتعرف بروتينات الجهاز المناعي بشكل خاطئ على مادة غير ضارة على أنها إحدى المواد المهاجمة للجسم، من الأمثلة على هذه المواد حبوب لقاح الأشجار. وفي محاولة لوقاية الجسم من هذه المواد، فإن الأجسام المضادة ترتبط بالمادة المسببة للحساسية. وتؤدي المواد الكيميائية التي يفرزها الجهاز المناعي إلى ظهور علامات وأعراض الحساسية، مثل احتقان أو سيلان الأنف أو حكة في العينين أو حكة أو حساسية بالجلد. وقد يؤثر هذا التفاعل عند بعض الأشخاص على الرئتين والشعب الهوائية؛ مما يؤدي إلى ظهور أعراض الربو.

## الأرجيات
تحدث بعض العناصر غير الضارة الموجودة في المحيط الذي نعيش فيه، عند بعض الأشخاص، رد فعل مفرط يسمى الاستجابة الأرجية. ومن أهم هذه المؤرجات: حبوب لقاح بعض النباتات وغبار المنزل و القراديات وزغب بعض الحيوانات وسم الحشرات وبعض الأدوية.
يؤدي الإتصال بهذه المؤرجات، عند الشخص الأرجي، إلى ظهور نوبات أرجية تتجلى في مجموعة من الأعراض من بينها: العطس و الدمعان و طفحات جلدية و الأوديما.
تعتبر الاستجابة اللأرجية استجابة مناعية مفرطة و تتجلى في إفراز كبير لنوع من مضادات الأجسام، يسمى IgE ، التي تسبب بحضور المؤرج، إفراز كميات وافرة من مواد كيميائية أهمها مادة الهيستامين، وهذا يؤدي إلى ظهور النوبة الأرجية.

## الوقاية
تعد الوقاية من الوسائل الناجعة لتجنب أزمات الربو الأرجي لذا يجب:
1. علاج أمراض المسالك التنفسية في حينها.
2. تجنب الأغذية التي تثير الحساسية المفرطة للجسم.
3. استعمال الأدوية تحت المراقبة الطبية.
4. الحرص على نظافة البيت و المحيط.
5. الابتعاد عن الأماكن الملوثة وخصوصا المعامل التي تقذف النفايات الكيميائية.